# Poecilia salvatoris
Poecilia salvatoris là một loài cá nước ngọt thuộc chi Poecilia trong họ Cá khổng tước. Loài này được mô tả lần đầu tiên vào năm 1907.

## Phân bố và môi trường sống
P. salvatoris hiện chỉ được tìm thấy tại một số lưu vực sông thuộc San Salvador, thủ đô của El Salvador.